# Kolcomysz złotawa
Kolcomysz złotawa (Acomys russatus) – gatunek ssaka z podrodziny sztywniaków (Deomyinae) w obrębie rodziny myszowatych (Muridae).

## Zasięg występowania
Kolcomysz złotawa występuje na Bliskim Wschodzie zamieszkując w zależności od podgatunku:
- A. russatus russatus – Synaj (Egipt), Izrael, Palestyna (Zachodni Brzeg), południowo-zachodnia Syria, Jordania i Półwysep Arabski.
- A. russatus aegyptiacus – Pustynia Arabska w Egipcie.

## Taksonomia
Gatunek po raz pierwszy zgodnie z zasadami nazewnictwa binominalnego opisał w 1840 roku niemiecki zoolog Johann Andreas Wagner nadając mu nazwę Mus russatus. Holotyp pochodził z Synaju, w Egipcie.
A. russatus był zawsze uważany za odrębny gatunek na podstawie jego morfologii i analiz molekularnych. Ma niezwykły garnitur chromosomowy (2n = 66, FN = 66 lub większy), podobny do A. lewisi z Jordanii (2n = 66, FN = 76); A. lewisi został zsynonimizowany z A. russatus w 1986 roku. Autorzy Illustrated Checklist of the Mammals of the World rozpoznają dwa podgatunków.

### Etymologia
- Acomys: gr. ακη akē „ostry punkt”; μυς mus, μυός muos „mysz”[12].
- russatus: łac. russatus „ubrany w czerwień, zaczerwieniony”, od russus „rudy”[13].
- aegyptiacus: łac. Aegyptiacus „egipski, Egipcjanin”, od gr. Αιγυπτιακος Aiguptiakos „z Egiptu”, od Αιγυπτος Aiguptos „Egipt”[14].

## Morfologia
Długość ciała (bez ogona) 100–120 mm, długość ogona 68–78 mm, długość ucha 19–22 mm, długość tylnej stopy 20–21 mm; masa ciała 40–77 g.

## Ekologia
Nie potrafi kopać, więc na pustyni szuka dziur w dużych skałach. Jej największymi wrogami to myszy domowe (Mus musculus) przywiezione tam przez człowieka i węże. Gdy myszy domowe są najbardziej aktywne, kolcomysz złotawa potrafi zmienić tryb życia na dzienny.
W 1 miocie na świat przychodzi 6-8 młodych.
Żywi się przede wszystkim owadami.